# Косинський Володимир Андрійович
Володи́мир Андрі́йович Коси́нський (нар. 13 (25) серпня 1864, с. Дорошівка, Глухівський повіт, Чернігівська губернія; за іншими даними, хутір Янків того ж повіту — пом. 5 листопада 1938, Рига, Латвія) — український і російський економіст, професор, академік УАН, член Української Центральної Ради, міністр праці Української Держави (листопад — грудень 1918).

## Біографія
Народився в заможній дворянській родині.
Середню освіту здобув у Новгород-Сіверській гімназії, яку закінчив 1883. У 1887 закінчив фізико-математичний факультет Московського університету, водночас склав екстерном іспити за повний курс юридичних наук. Працював учителем математики в гімназіях.
1892 — 1894 роки — професорський стипендіат кафедри політекономії і статистики Московського університету. Працював під керівництвом О.Чупрова.
У 1896 — 1897 роках був у науковому відрядженні за кордоном (Німеччина, Австрія).
Від 1900 року — приват-доцент кафедри політичної економії й статистики Московського університету.
У 1901 році, захистивши дисертацію, був обраний на посаду ад'юнкт-професора Ризького політехнічного інституту.
Видатний фахівець у галузі політекономії, фінансів і економіки сільського господарства. Розглядав питання нової ролі науки та її організації, наголошуючи на необхідності тісного зв'язку вищої технічної школи та промисловості. Йому належить ідея організувати інститут земських інженерів.
У 1904 році обійняв професорську посаду в Новоросійському університеті (Одеса).
У 1907 році захистив докторську дисертацію.
У 1909 році став ординарним професором кафедри політичної економії при сільськогосподарському відділенні Київського політехнічного інституту. Одночасно працював на кафедрі прикладної економіки Київського комерційного інституту.
1913 — 1914 роки — виїздив у наукові відрядження до Німеччини, Австрії та Швейцарії.
Революційні події застали його в Києві. Член Української Центральної Ради від партії кадетів. Незабаром як видатний науковець і активний член партії кадетів був запрошений працювати над законопроєктом про заснування Української Академії наук. Його призначили академіком, але згідно зі статутом УАН прав штатного академіка він не одержав, бо ввійшов до уряду Української Держави (спочатку як товариш (заступник) міністра праці, згодом як міністр).
Після приходу Директорії Косинського оголосили поза законом, і він мусив переховуватись. У січні 1919 ректор Київського політехнічного інституту звертався до Верховної слідчої комісії Директорії з проханням повернути опальному професорові права громадянства і роботу, проте клопотання залишилося без відповіді. Прихід у лютому до Києва частин Червоної армії теж нічого не змінив. Лише 7 травня 1919 (за іншими даними — червень 1919) після клопотань А.Кримського та В.Вернадського перед головою РНК УСРР Х.Раковським професорові Косинському повернули громадянські права — офіційний дозвіл повернутися до праці в УАН і Київському політехнічному інституті.
Навесні 1921 спільне зібрання УАН ухвалено рішення безкоштовно відрядити позаштатного академіка А.Косинського до Кам'янця-Подільського для читання лекцій та економічних досліджень в інституті народної освіти.
З 1921 року — в еміграції, проживав у Варшаві, був головою Російської академічної групи в Польщі.
У 1922 році обраний професором Російського народного університету і Російського юридичного факультету в Празі (Чехословаччина). Читав лекції також у Вищому комерційному інституті та Російському інституті сільськогосподарської кооперації в Празі й Українській господарській академії в Подєбрадах (Чехословаччина).
У 1928 році виключений зі складу УАН.
Від 1928 року — професор кафедри політичної економії Латвійського університету. Водночас з 1931 викладав у Російському інституті університетських знань у Ризі (Латвія).
Помер 5 листопада 1938 року. Похований на Покровському кладовищі в Ризі.

## Основні праці
- Точне знання і суспільствознавство (1903)
- До питання про заходи щодо розвитку виробничих сил Росії (1904)
- До аграрного питання, вип. 1: Селянське і поміщицьке господарство (1907)
- До аграрного питання, вип. 2: Земельна заборгованість і мобілізація земельної власності (1914)
- Основні тенденції в мобілізації земельної власності та їхні соціально-економічні фактори, ч. 1: Земельна заборгованість (1917)
- Основні тенденції в мобілізації земельної власності та їхні соціально-економічні фактори, ч. 2: Мобілізація земельної власності (1918)